# Хімік (Новомосковськ)
Футбольна команда спортивного клубу «Хімік» міста Новомосковськ або просто «Хімік» (Новомосковськ) (рос. Футбольная команда спортивного клуба «Химик» г. Новомосковск) — професіональний російський футбольний клуб з міста Новомосковськ Тульська області, заснований 1954 року. Виступає у Першості ПФЛ, група «Центр».

## Хронологія назв
- 1954—1955, 1959—1960: «Шахтар»
- 1958: «Труд»
- 1993—2009: «Дон»
- 1961—1992, 2010—н.ч.: «Хімік»

У 1956-1957 роках команда представляла Мосбас.

## Історія
Команда майстрів була створена в Сталіногорську в післявоєнні роки. Кращий результат - 2-е місце в зональному турнірі класу «Б» в 1970 році. Найвище досягнення в Кубку СРСР — чвертьфінал розіграшу 1961 року, на шляху до якого було обігране московське «Динамо». У той час в місті спостерігався пік популярності футболу — матч з динамівцями зібрав 17 тисяч глядачів.
У 1979 році «Хімік» зайняв 24-е місце серед 25-ти команд своєї зони другої ліги і був розформований. Надалі Новомосковськ був представлений тільки в першості області. Команду відродили лише в 1993-у році, вже під назвою «Дон». Через два роки новомосковці виграли третю зону Третьої ліги й отримали можливість грати рангом вище.
У сезоні 2007 року клуб зайняв останнє, 16-е місце в другому дивізіоні й позбувся професіональнного статусу, а в 2009 році відмовився від участі в турнірі ЛФЛ через фінансові проблеми.
У 2010 році «Хімік» знову був заявлений в ЛФЛ «Чорнозем'я» і виступив вдало: завоював Кубок Чорнозем'я, а в чемпіонаті посів 2-e місце.
У фіналі кубка Росії серед любителів 2010 році, який відбувся в Сочі, новомосковці стали третіми. А оскільки перші дві команди відмовилися від переходу до другого дивізіону, «Хімік» здобув можливість зробити це замість них. Однак через заплановану реконструкцію стадіону новомосковці залишилися в аматорській лізі.
Сезон 2011/12 «Хімік» знову закінчив на другій сходинці турнірної таблиці зони «Чорнозем'я».
У 2014 році в чемпіонат Тульської області заявився дубль команди.
У липні 2017 роки команда отримала ліцензію на виступ у групі «Центр» Першості ПФЛ.

## Досягнення
- Третя ліга ПФЛ (3-а зона)
  -  Чемпіон (1): 1995
- Кубок Росії серед ЛФК
  -  Володар (1): 2016
- Кубок Чорнозем'я
  -  Володар (1): 2016
- ЛФЛ, «Чорнозем'я»
  -  Срібний призер (3): 2010, 2011/12, 2013
  -  Бронзовий призер (1): 2012/13

## Статистика виступів
| Сезон     | Чемпіонат         | Чемпіонат        | Чемпіонат        | Чемпіонат        | Чемпіонат        | Чемпіонат        | Чемпіонат        | Чемпіонат        | Чемпіонат        | Чемпіонат        | Кубок Росії      |
| Сезон     | Дивізіон          | Міс              | О                | Іг               | В                | Н                | П                | ЗМ               | ПМ               | РМ               | Кубок Росії      |
| --------- | ----------------- | ---------------- | ---------------- | ---------------- | ---------------- | ---------------- | ---------------- | ---------------- | ---------------- | ---------------- | ---------------- |
| 1993      | 3-й, зона 3       | 18-е             | 18               | 34               | 5                | 8                | 21               | 36               | 75               | -39              | -                |
| 1994      | 4-й, зона 3       | 5-е              | 64               | 46               | 27               | 10               | 9                | 70               | 31               | +39              | -                |
| 1995      | 4-й, зона 3       | 1-е              | 111              | 44               | 36               | 3                | 5                | 84               | 19               | +65              | -                |
| 1996      | 3-й Центр         | 7-е              | 78               | 42               | 24               | 6                | 12               | 60               | 31               | +29              | Четвертий раунд  |
| 1997      | 3-й Центр         | 8-е              | 61               | 40               | 17               | 10               | 13               | 46               | 45               | +1               | Перший раунд     |
| 1998      | 3-й Центр         | 7-е              | 64               | 40               | 18               | 10               | 12               | 46               | 40               | +6               | Другий раунд     |
| 1999      | 3-й Центр         | 13-е             | 42               | 36               | 12               | 6                | 18               | 31               | 44               | -13              | Третій раунд     |
| 2000      | 3-й Центр         | 16-е             | 42               | 38               | 9                | 15               | 14               | 27               | 38               | -11              | П'ятий раунд     |
| 2001      | 3-й Центр         | 20-е             | 23               | 38               | 6                | 6                | 26               | 16               | 67               | -51              | Третій раунд     |
| 2002      | 3-й Центр         | 8-е              | 53               | 38               | 14               | 11               | 13               | 42               | 36               | +6               | Перший раунд     |
| 2003      | 3-й Центр         | 5-е              | 64               | 36               | 19               | 7                | 10               | 50               | 47               | +3               | Перший раунд     |
| 2004      | 3-й Центр         | 16-е             | 31               | 32               | 7                | 10               | 15               | 25               | 45               | -20              | Другий раунд     |
| 2005      | 3-й Центр         | 10-е             | 46               | 34               | 13               | 7                | 14               | 39               | 46               | -7               | Третій раунд     |
| 2006      | 3-й Центр         | 9-е              | 46               | 30               | 12               | 10               | 12               | 41               | 46               | -5               | Другий раунд     |
| 2007      | 3-й Центр         | 16-е             | 17               | 30               | 4                | 5                | 21               | 16               | 61               | -45              | Другий раунд     |
| 2008      | 4-й, «Чорнозем'я» | 10-е             | 45               | 34               | 11               | 12               | 11               | 49               | 62               | -13              | Другий раунд     |
| 2009      | Клуб не виступав  | Клуб не виступав | Клуб не виступав | Клуб не виступав | Клуб не виступав | Клуб не виступав | Клуб не виступав | Клуб не виступав | Клуб не виступав | Клуб не виступав | Клуб не виступав |
| 2010      | 4-й, «Чорнозем'я» | 2-е              | 55               | 22               | 17               | 4                | 1                | 41               | 10               | +31              | -                |
| 2011-2012 | 4-й, «Чорнозем'я» | 2-е              | 91               | 42               | 29               | 4                | 9                | 75               | 33               | +42              | Другий раунд     |
| 2012-2013 | 4-й, «Чорнозем'я» | 3-е              | 64               | 28               | 20               | 4                | 4                | 65               | 20               | +45              | -                |
| 2013      | 4-й, «Чорнозем'я» | 2-е              | 33               | 13               | 10               | 3                | 0                | 33               | 5                | +28              | Перший раунд     |
| 2014      | 4-й, «Чорнозем'я» | 6-е              | 39               | 26               | 11               | 6                | 9                | 34               | 30               | +4               | -                |
| 2015      | 4-й, «Чорнозем'я» | 7-е              | 31               | 22               | 8                | 7                | 7                | 28               | 25               | +3               | -                |
| 2016      | 4-й, «Чорнозем'я» | 2-е              | 39               | 20               | 12               | 3                | 5                | 37               | 21               | +16              | -                |
| 2017-2018 | 3-й, «Центр»      | 11-е             | 31               | 26               | 9                | 4                | 13               | 31               | 35               | -4               | Другий раунд     |
| 2018-2019 | 3-й, «Центр»      | виступає         | виступає         | виступає         | виступає         | виступає         | виступає         | виступає         | виступає         | виступає         | Другий раунд     |

## Склад команди
Станом на 22 лютого 2019, згідно з офіційним сайтом ПФЛ [Архівовано 19 липня 2018 у Wayback Machine.]
| № | Поз. | Нац.  | Гравець                                        |
| - | ---- | ----- | ---------------------------------------------- |
|   | ВР   | Росія | Сергій Безбородов                              |
|   | ВР   | Росія | Олексій Філімоненков                           |
|   | ВР   | Росія | Дмитро Герасимов                               |
|   | ЗХ   | Росія | Ілля Бобришов (в оренд з «Авангарду» (Курськ)) |
|   | ЗХ   | Росія | Антон Іванов                                   |
|   | ЗХ   | Росія | Тамерлан Кучиєв                                |
|   | ЗХ   | Росія | Дмитро Плаксін                                 |
|   | ЗХ   | Росія | Микита Ромащенко                               |
|   | ЗХ   | Росія | Ілля Риженков                                  |
|   | ЗХ   | Росія | Артем Ярмолинський                             |
|   | ПЗ   | Росія | Микита Бацевічюс                               |
|   | ПЗ   | Росія | Іван Бєліков                                   |
|   | ПЗ   | Росія | Ярослав Денісов                                |

| № | Поз. | Нац.  | Гравець          |
| - | ---- | ----- | ---------------- |
|   | ПЗ   | Росія | Тимур Дудайті    |
|   | ПЗ   | Росія | Олексій Федічев  |
|   | ПЗ   | Росія | Кирило Ганєв     |
|   | ПЗ   | Росія | Артем Мінгазов   |
|   | ПЗ   | Росія | Костянтин Павлов |
|   | ПЗ   | Росія | Михайло Русаков  |
|   | ПЗ   | Росія | Михайло Рижов    |
|   | НП   | Росія | Микита Адоєвцев  |
|   | НП   | Росія | Юрій Андрейченко |
|   | НП   | Росія | Роман Ізотов     |
|   | НП   | Росія | Артем Лигін      |
|   | НП   | Росія | Алан Містулов    |
|   | НП   | Росія | Василь Орешкін   |

## Керівництво та тренерський штаб
- Президент — Дмитро Трифонов
- Генеральний директор — Володимир Стрельцов
- Директор з безпеки — Сергій Аксьонов
- Головний тренер — Роман Тітов
- Тренер — Арсен Балаян
- Тренер — Ігор Макаров

## Відомі гравці
| - Гаджи-Мурад Абушев - Арсен Балаян - Леонід Боєв - Олексій Бондарєв - Євген Буда - Денис Вальдес Перес - Віктор Васін - Андрій Гришчук - Андрій Гурін - Василь Данилов - Євген Єжов - Валерій Єфремов - Андрій Захаров - Ігор Іванков - Олександр Калінін - Ілля Каплан - Андрій Карпенко - Валентин Кисельов | - Олександр Крестінін - Михайло Левашов - Олександр Леньов - В'ячеслав Мазалов - Геннадій Матвеєв - Юрій Миронов - Юрій Моісеєв - Олександр Науменко - Дамір Ніколін - Сергій Нікулін - Максим Ольховик - Ігор Переверзенцев - Андрій Рапейко - Максим Рязанцев - Володимир Салбієв - Віктор Санін - Євген Смірнов - Валерій Смольков | - Михайло Строганов - Борис Толкачов - Михайло Трухлов - Федір Тувін - Володимир Фомічов - Валерій Фролов - Сергій Хижняк - Юрій Хлопотнов - Володимир Чекунов - Олександр Чимбірьов - Геннадій Шаріпов - Віктор Шеховцев - Павло Шишкін - Володимир Юлигін - Олексій Юріщев - Олександр Юшин - Артем Ярмолицький |